# Банарі (Габрово)
Банарі (болг. Банари) — село в общині Дряново, Габровська область, Болгарія. А через малу чисельність жителів селу, після 2000 року, надано статус присілка села Глушка.